# 가경초등학교
가경초등학교(佳景初等學校)는 대한민국 충청북도 청주시 흥덕구에 있는 공립 초등학교이다.

## 학교 연혁
- 1991. 03. 21 가경초등학교 설립인가
- 1992. 03. 01 가경초등학교 개교(29학급 편성)
- 2005. 08. 28 다목적교실 가경관 준공
- 2010. 10. 22 인조잔디운동장 준공
- 2012. 12. 10 초등학교 학교평가 우수학교 선정
- 2013. 11. 18 독서교육 우수학교로 선정
- 2013. 11. 28 2013 多행복한 학교로 선정
- 2014. 09. 01 제14대 김채옥 교장 부임
- 2014. 12. 12 2014 多행복한 학교로 선정
- 2014. 12. 18 학생정서·행동특성검사 우수학교 표창
- 2014. 12. 31 2014 방과후 베스트 스쿨로 선정
- 2015. 02. 12 제23회 졸업(총 졸업생 5,033명)
- 2015. 03. 01 16학급 편성 (일반 15학급, 특수 1학급)
- 2015. 03. 01 유치원 2학급 편성(일반 1학급, 특수 1학급)
- 2015. 12. 07 학교폭력 예방 근절 우수학교 충청북도 교육감 표창
- 2015. 12. 29 스마트미디어 청정학교 대상 운영 미래창조과학부 장관 표창
- 2016. 09. 01 제 15대 정차남 교장 부임
- 2017. 02. 16 제 25회 졸업(총 졸업생 4,762명)
- 2017. 03. 01 16학급 편성 (일반 14학급, 특수 2학급), 유치원 2학급 편성 (일반 1학급, 특수 1학급)
- 2017. 06. 08 교실수업선도학교 수업분석실 구축
- 2017. 11. 30 2017. 초등 맞춤형장학 우수기관 교육장 표창
- 2017. 12. 22 2017. 교육장배 학교 스포츠클럽 풋살 준우승
- 2017. 12. 29 드론교실구축
- 2018. 01. 03 2017. 전화친절도 최우수기관 교육감표창
- 2018. 02. 23 제 26회 졸업(총 졸업생 4,812명)
- 2018. 03. 01 16학급 편성 (일반 14학급, 특수 2학급), 유치원 2학급 편성 (일반 1학급, 특수 1학급)